# Pisenor leleupi
Pisenor leleupi là một loài nhện trong họ Barychelidae. Loài này phân bố ờ Congo.